# 新竹漁港
新竹漁港，又稱南寮漁港，為臺灣西海岸遠洋漁業的重要港口，屬第一類漁港，位於臺灣新竹市北區、頭前溪出海口南側的南寮，西臨臺灣海峽。

## 沿革
- 清領時期：
  - 1731年：清政府為了島內貿易往來，位於頭前溪口西岸開闢“竹塹港”
  - 1815年：淡水同知薛志亮諭商入組織"老開成"公司，重新浚深舊竹塹港河底，乃稱“舊港”
- 日治時期：
  - 1898年：辜顯榮自築一大突堤於舊港，便利於其所有輪船之碇泊，專事梓腦之運輸
  - 1900年：當時舊港為對中國大陸貿易的四個港口之一
  - 1913年：孫中山來台於該港上岸。舊港成為臺灣南北漁船之中繼點。
- 戰後時期：自中華民國政府遷臺後，兩岸軍事對立並中止之間貿易往來，已喪失主要經濟地位與價值。
  - 1952年：台灣省漁業局與新竹縣政府，於頭前溪口南岸之南寮里勘定港址，實施第一期工程，計建港口一處、碼頭423公尺、倉庫及辦公室等
  - 1954年：至1959年繼續興建完成泊地面積3.5公頃
  - 1959年：舊港淤塞後，政府於頭前溪下游南岸出口處成立“南寮漁港”，成為桃竹苗極具規模之漁港
  - 1964年：該港遭遇「葛樂禮」颱風災害，泊地淤塞、護岸損壞，嗣經修護並加建臨港柏油路面
  - 1967年至1970年間，前台灣省漁業局指派漁浚一號挖泥船至該港疏浚，以維持漁船使用
  - 1974年：由於河口港的天然條件不足，船隻需候潮出港，當地稱該港為“臭焦港”，外加上泥沙淤積下，與1975年省府、縣府復撥款於港口興建閘門，政府修建閘門一座並每年定期深濬一次
  - 1975年：再興建突堤
  - 1980年：頭前溪溪口淤積、候潮港的先天缺陷一直無法解決致使舊南寮漁港難以運作，於頭前溪出口南岸約2公里的地方興建新漁港
    - 截至2000年間，由於新竹外海之海域屬於海浪穩定且安全，該港為大陸偷渡之要點，加上海域常有中國大陸漁船跨過中線作業，海巡署每年於該海域數次驅離跨界漁船

  - 1981年4月完成規劃正式定名為“新竹漁港”，同年10月底開工興建，分十年十期施工
  - 1991年：新竹漁港正式啟用
  - 1993年至1996年進行“第二期台灣地區漁港建設方案”之第二階段計畫
  - 1996年成立漁產品直銷中心
  - 2021年波光市集開始營運，以解決直銷中心外攤販雜亂的情形。同時直銷中心亦進行整建工程，預計2024完工

### 兩岸交流紀錄

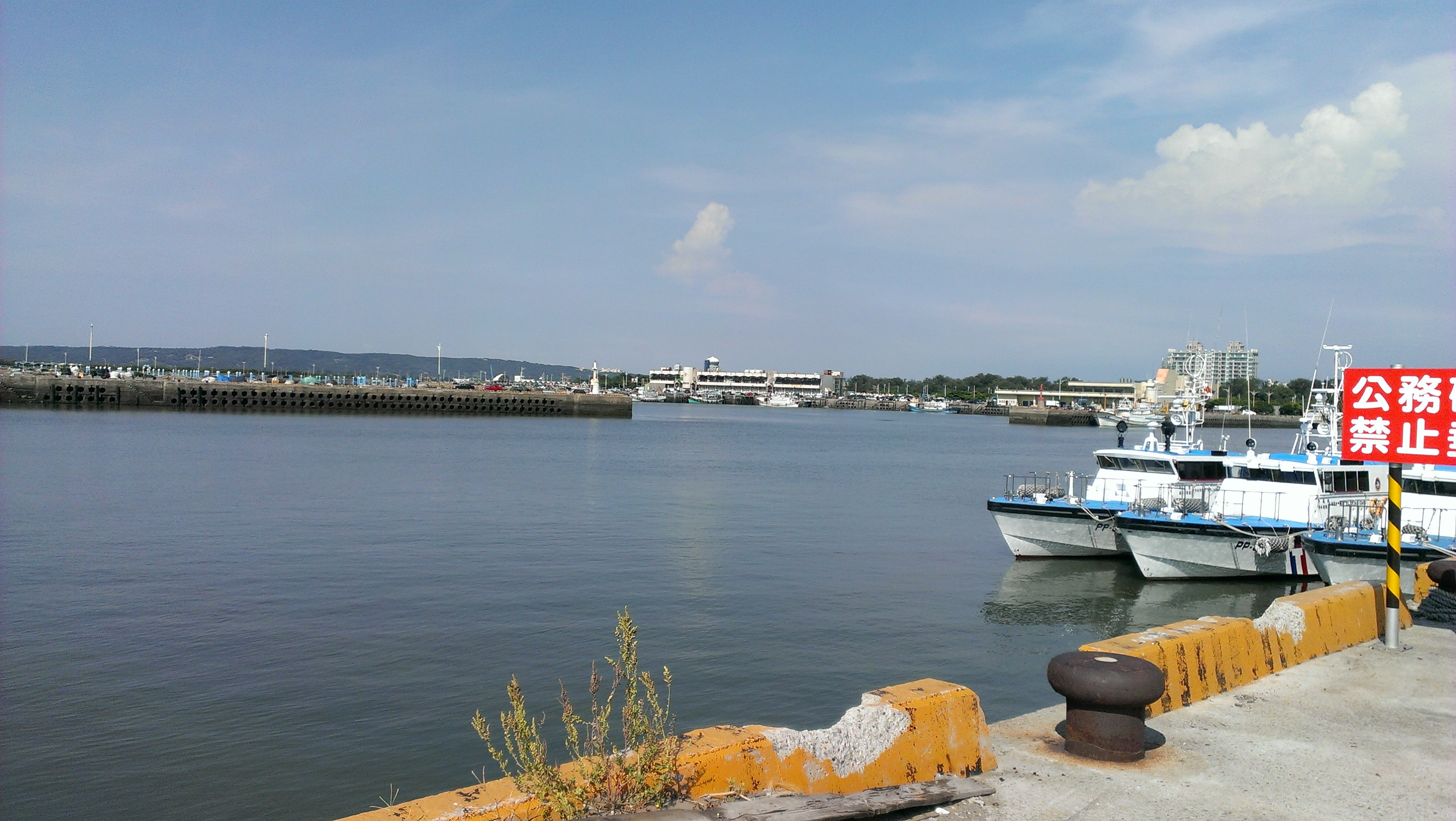
新竹漁港港內景象

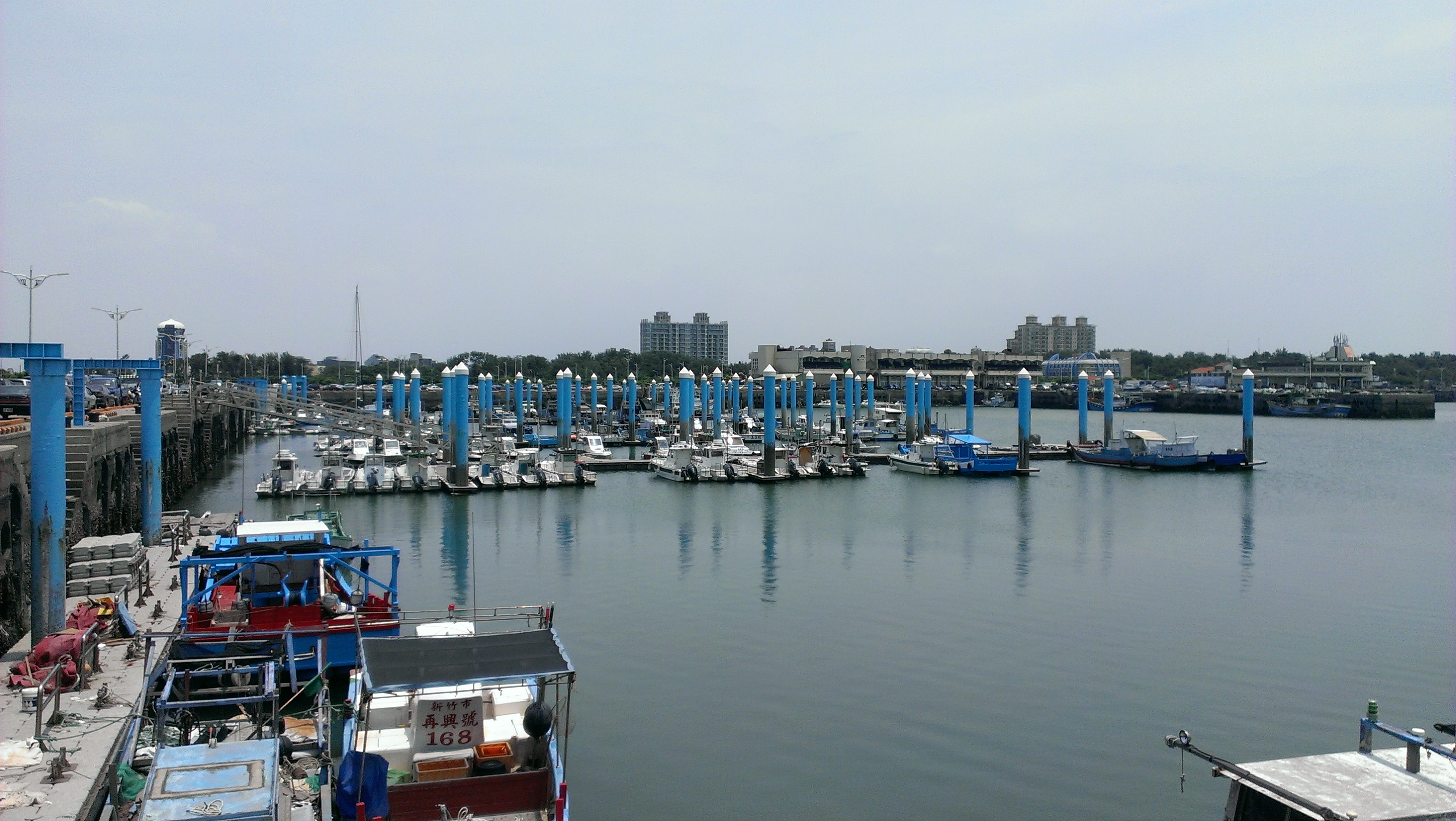
新竹漁港碼頭區

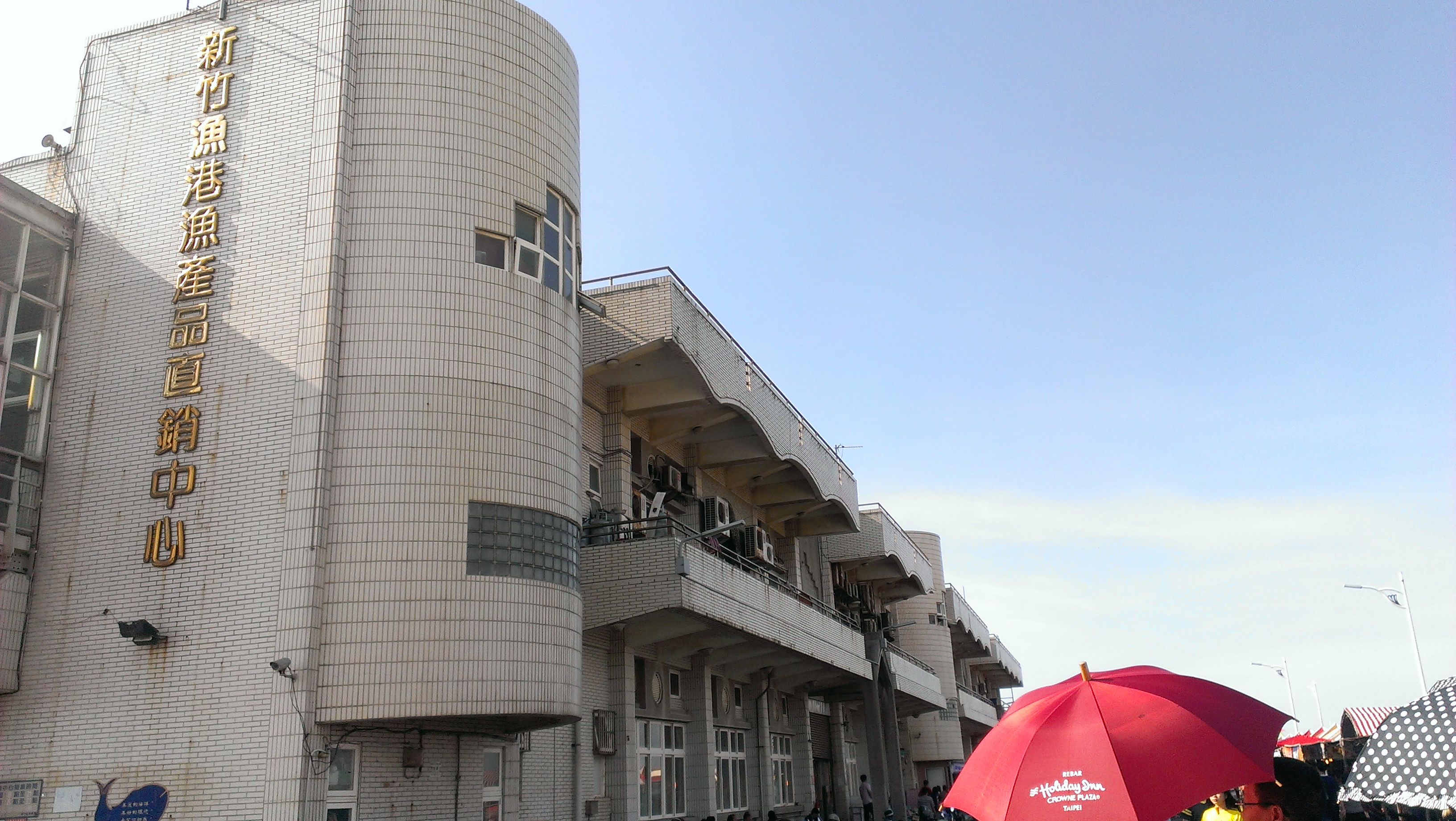
新竹漁港漁產品直銷中心

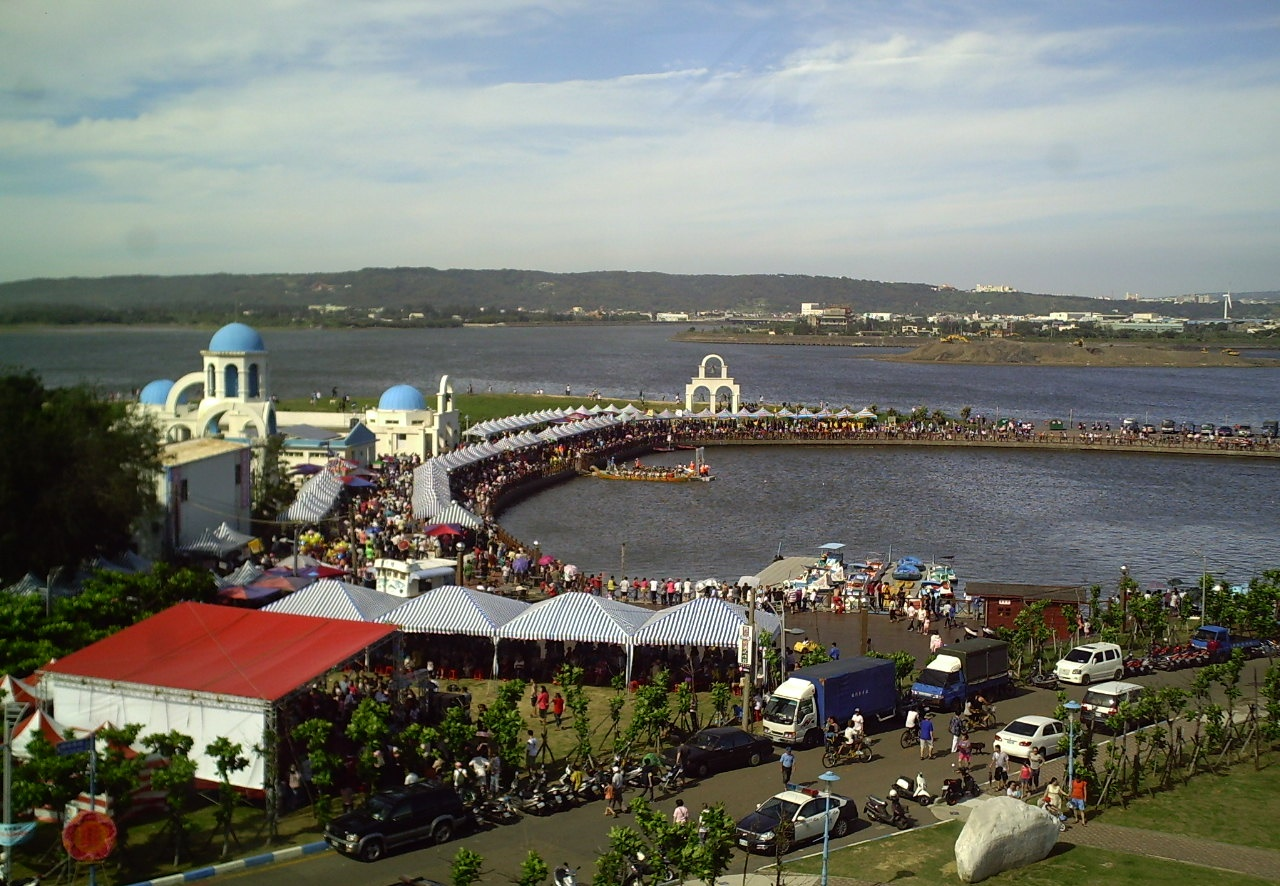
2011年端午節之南寮舊漁港

中華民國交通部規劃新竹港為「觀光科技港」，已完成可行性評估，新竹港內將劃設部分陸域與泊地，作為「客貨運專用區」，先行試航，中長期規劃南側以BOT方式闢建觀光科技港，成為竹科專用港及台中港輔助港；自新竹搭船到福建省平潭縣約需一小時半。新竹市長和宮湄洲媽祖來台270年，於2014年4月11日首度以宗教名義搭船回到莆田湄洲島。新竹市政府於22日在新竹漁港提出「我要新竹商港」，以盼中央支持建設新竹商港政策，促使新竹能直接與中國大陸通航，成為兩岸最具經濟效益的往來航線。 
然而，交通部長葉匡時日前表示先以客貨兩用專區進行規畫，暫不考慮打造新竹商港。

## 地理

### 位置
新竹漁港於1731年（清雍正九年）開港，當時名為「竹塹港」，於今日的舊港一處。由於新竹漁港為中國大陸直航到臺灣最近的距離，距離福建省福州市平潭縣東澳村約126公里，是與中國大陸間貿易往來的第一站，在地理位置上具有優勢，而且也是福建平潭沿岸潮流，直到臺灣新竹外海再轉向的地方，北流桃園，南轉臺中。在交通上，新竹漁港距新竹火車站5公里、新竹機場1公里。附近有十七公里海岸線自行車道，可作當地休閒之處。

### 潮位
| 單位 | 最高潮位 | 大潮平均高潮位 | 平均潮位 | 大潮平均低潮位 | 最低潮位 |
| ---- | -------- | -------------- | -------- | -------------- | -------- |
| 公尺 | +2.64    | +2.16          | +0.06    | -2.25          | -2.75    |

## 積砂與漁船坐灘
新竹漁港淤積問題嚴重，成因在於緊鄰河川出海口、堤頭水深不足、漲退潮懸浮質，再加上飛砂越堤。新竹漁港於2009、2010、2011、2013、2016、2019、2020年都得到漁業署補助，進行疏浚工程。2020年新竹漁港疏浚工程決標金額為2158萬元台幣，疏浚航道長1,170公尺、寬60公尺、深度往下至平均潮位線以下深3.5公尺，輸挖土方量13萬立方公尺。漁業署約每兩年補助並委由新竹市政府代為清除淤沙，由於新竹漁港北堤堆滿先前挖出來的淤沙，東北季風旺盛時期又將砂土飄回航道，等於每次航道疏浚不到半年又開始淤積，漁民每天只有約8小時可以進出漁港航道出海作業。由於回淤太快，以海洋委員會海巡署艦隊分署第十二海巡隊之紀錄，光是2021年2月25日至同年3月24日一個月內，就有光利36號、元發二號、富榮號、濱立號、順利泰 668號、新裕發 168號、新海隆 16號、金龍江六號共八件漁船坐灘案。

## 經濟
新竹漁港全年漁產量約1400公噸，價值新台幣約3億元，港籍漁船343艘，泊地面積22.8公頃，從事定置網、刺網、一支釣、單船拖網等漁業；漁獲主要為烏魚、鯛類、烏賊類、白帶魚、鰆魚、鯊魚。約10％於該港進行拍賣，90％運至外地漁市。
新竹漁港陸上設有市場、魚獲加工、船機修理等設備，為中華民國行政院農業委員會依據《漁港法》所歸類的第一類漁港。

## 交通
- 南寮端
- 新竹客運：
  - 藍 （竹中-南寮）
  - 藍15區 （火車站-南寮）
- 西濱公路
- 南清公路